# 第2後方支援連隊
第2後方支援連隊（だいにこうほうしえんれんたい、JGSDF 2nd Logistic Support Regiment）は、陸上自衛隊旭川駐屯地（北海道 旭川市）に連隊本部が駐屯する第2師団隷下の後方支援部隊である。

## 概要
連隊長は、1等陸佐（二）が充てられる。旭川駐屯地に主力を置き、隷下部隊の一部を名寄、遠軽、留萌、上富良野に駐屯させ、第2師団隷下部隊の後方支援業務を任務とするほか、災害派遣や民生協力、国際貢献活動も行っている。

## 沿革
- 1988年（昭和63年）3月25日：第2師団近代化への改編に伴い、第2武器隊、第2補給隊、第2輸送隊、第2衛生隊を統合して第2後方支援連隊が旭川駐屯地において編成完結。
- 1995年（平成07年）1月：阪神・淡路大震災発生により、災害派遣出動。
- 1996年（平成08年）3月29日：部隊改編。

1. 師団司令部第4部長職が専任化され、連隊長との兼補が解除。
2. 武器隊が武器大隊に改編。

- 2008年（平成20年）3月26日：北部方面隊の後方支援体制の変換による改編。

1. 武器大隊に第2師団隷下の諸部隊の整備部門を統合し、第1整備大隊、第2整備大隊に再編。
2. 第2整備大隊特科直接支援中隊第2直接支援小隊（第2特科連隊第2特科大隊を支援）を名寄駐屯地に分派。

- 2011年（平成23年）4月22日：対舟艇対戦車直接支援小隊（第2対舟艇対戦車中隊を支援）が上富良野駐屯地に新編。
- 2022年（令和04年）3月17日：第2整備大隊第1普通科直接支援中隊を即応機動直接支援中隊（第3即応機動連隊を支援）に改編。
- 2024年（令和06年）3月21日：第2整備大隊特科直接支援中隊第4直接支援小隊（第2特科連隊第4特科大隊を支援）が上富良野駐屯地に移駐[2]。

## 部隊編成
特記ない限り旭川駐屯地に所在。
- 第2後方支援連隊本部
- 第2後方支援連隊本部付隊「2後支-本」
  - 隊本部班
  - 連隊本部班
  - 通信小隊
- 第1整備大隊
  - 第1整備大隊本部
  - 第1整備大隊本部付隊「2後支-1整-本」
  - 火器車両整備中隊「2後支-1整-火車」
  - 施設整備隊「2後支-1整-施」：第2施設大隊等を支援
  - 通信電子整備隊「2後支-1整-通」：第2通信大隊等を支援
  - 工作回収小隊
- 第2整備大隊
  - 第2整備大隊本部
  - 第2整備大隊本部付隊「2後支-2整-本」
  - 即応機動直接支援中隊「2後支-2整-即」（名寄駐屯地）：第3即応機動連隊を支援
  - 第2普通科直接支援中隊「2後支-2整-2」（遠軽駐屯地）：第25普通科連隊を支援
  - 第3普通科直接支援中隊「2後支-2整-3」（留萌駐屯地・旭川駐屯地）：第26普通科連隊を支援
  - 特科直接支援中隊「2後支-2整-特」：第2特科連隊を支援
    - 中隊本部
    - 第1直接支援小隊：第2特科連隊第1特科大隊を支援
    - 第2直接支援小隊（名寄駐屯地）：第2特科連隊第2特科大隊を支援
    - 第3直接支援小隊：第2特科連隊第3大隊を支援
    - 第4直接支援小隊（上富良野駐屯地）：第2特科連隊第4特科大隊を支援
    - 第5直接支援小隊：第2特科連隊第5特科大隊を支援

  - 高射直接支援隊「2後支-2整-高」：第2高射特科大隊を支援
  - 戦車直接支援中隊「2後支-2整-戦」（上富良野駐屯地）：第2戦車連隊を支援
  - 対舟艇対戦車直接支援小隊「2後支-2整-対舟」（上富良野駐屯地）：第2対舟艇対戦車中隊を支援
  - 偵察直接支援小隊「2後支-2整-偵」（名寄駐屯地）：第2偵察隊を支援
- 補給隊「2後支-補」
  - 補給隊本部
  - 補給隊本部付隊
  - 需品補給小隊
  - 部品補給小隊
  - 業務小隊
- 輸送隊「2後支-輸」
  - 輸送隊本部
  - 第1輸送小隊
  - 第2輸送小隊
  - 第3輸送小隊
  - 第4輸送小隊
  - 旭川自動車教習所
- 衛生隊「2後支-衛」
  - 衛生隊本部
  - 治療隊
  - 救急車小隊

## 主要幹部
| 官職名            | 階級          | 氏名     | 補職発令日     | 前職                                      |
| ----------------- | ------------- | -------- | -------------- | ----------------------------------------- |
| 第2後方支援連隊長 | 1等陸佐（二） | 野下茂助 | 2023年12月22日 | 陸上幕僚監部防衛部防衛協力課 防衛協力班長 |

| 代 | 氏名       | 在職期間                        | 前職                                          | 後職                                    |
| -- | ---------- | ------------------------------- | --------------------------------------------- | --------------------------------------- |
| 01 | 山口重輝   | 1988年03月25日 - 1990年03月31日 | 第2師団司令部付                               | 陸上自衛隊富士学校 機甲科部教育課長     |
| 02 | 佐伯仁司   | 1990年04月01日 - 1992年03月31日 | 東部方面総監部装備部装備課長                  | 陸上自衛隊九州地区補給処 武器部長       |
| 03 | 竹村典嗣   | 1992年04月01日 - 1994年03月22日 | 陸上自衛隊富士学校 機甲科部研究課長           | 陸上自衛隊幹部学校研究員                |
| 04 | 神本光伸   | 1994年03月23日 - 1996年12月15日 | 陸上幕僚監部装備部開発課 開発第1班長          | 陸上幕僚監部装備部武器・化学課長        |
| 05 | 植木美知男 | 1996年12月16日 - 1999年07月08日 | 陸上幕僚監部調査部調査第2課 調査第1班長       | 陸上幕僚監部装備部輸送課長              |
| 06 | 藤本博久   | 1999年07月09日 - 2002年03月26日 | 陸上自衛隊補給統制本部 装備計画部装備計画課長 | 第1ヘリコプター団副団長                 |
| 07 | 若月寿一   | 2002年03月27日 - 2004年03月31日 | 北部方面総監部防衛部防衛課長                  | 陸上自衛隊研究本部主任研究開発官        |
| 08 | 光安智敬   | 2004年04月01日 - 2006年03月26日 | 陸上幕僚監部装備部武器・化学課 化学室長       | 陸上自衛隊化学学校副校長 兼 企画室長    |
| 09 | 熊本義宏   | 2006年03月27日 - 2007年03月31日 | 統合幕僚会議事務局第5幕僚室 長期班長          | 自衛隊宮城地方協力本部長                |
| 10 | 和田良作   | 2007年04月01日 - 2008年07月31日 | 陸上幕僚監部装備部需品課 総括班長             | 陸上自衛隊補給統制本部 需品部長         |
| 11 | 大森丈義   | 2008年08月01日 - 2009年07月20日 | 陸上幕僚監部装備部装備計画課 輸送室長         | 統合幕僚監部首席後方補給官付 後方補給官 |
| 12 | 福田洋司   | 2009年07月21日 - 2012年03月29日 | 陸上自衛隊補給統制本部 装備計画部企画課長     | 陸上自衛隊北海道補給処 装備計画部長     |
| 13 | 井山隆二   | 2012年03月30日 - 2014年03月22日 | 陸上幕僚監部装備部武器・化学課 火器班長       | 陸上自衛隊研究本部主任研究開発官        |
| 14 | 上田和幹   | 2014年03月23日 - 2015年08月03日 | 陸上幕僚監部防衛部防衛課 編成班長             | 陸上幕僚監部防衛部 情報通信・研究課長   |
| 15 | 鶴村和道   | 2015年08月04日 - 2017年03月22日 | 西部方面総監部装備部後方運用課長              | 陸上自衛隊九州補給処 装備計画部長       |
| 16 | 白石智将   | 2017年03月23日 - 2018年07月31日 | 陸上自衛隊衛生学校主任教官                    | 陸上自衛隊衛生学校教育部長              |
| 17 | 中村公多朗 | 2018年08月01日 - 2020年03月15日 | 陸上幕僚監部装備計画部装備計画課 補給管理班長 | 情報本部勤務                            |
| 18 | 菊地康治   | 2020年03月16日 - 2022年07月31日 | 第8師団司令部第4部長                          | 西部方面総監部装備部長                  |
| 19 | 須藤英樹   | 2022年08月01日 - 2023年12月21日 | 陸上幕僚監部装備計画部装備計画課 後方計画班長 | 陸上幕僚監部防衛部防衛課防衛調整官      |
| 20 | 野下茂助   | 2023年12月22日 -                | 陸上幕僚監部防衛部防衛協力課 防衛協力班長     |                                         |

## 主要装備
個人
- 89式5.56mm小銃
- 9mm拳銃

共通
- 1/2tトラック / 73式小型トラック
- 1 1/2tトラック / 73式中型トラック
- 3 1/2tトラック / 73式大型トラック
- 12.7mm重機関銃M2
- 91式携帯地対空誘導弾

整備大隊
- 90式戦車回収車

- 78式戦車回収車

- 重レッカ
- 重装輪回収車

補給隊
- 3トン半水タンク車
- 3トン半燃料タンク車
- 3トン半航空用燃料タンク車
- 野外支援車
- 野外炊具
- 野外洗濯セット2型
- 野外入浴セット2型
- 浄水セット（車載型）

輸送隊
- 7tトラック / 74式特大型トラック
- 中型セミトレーラ

衛生隊
- 野外手術システム
- 1トン半救急車

## 廃止（改編）部隊
- 1996年（平成08年）3月28日廃止
  - 第2後方支援連隊武器隊「2後支-武」（旭川駐屯地）：武器大隊に改編。
- 2008年（平成20年）3月26日廃止
  - 第2後方支援連隊武器大隊「2後支-武」（旭川駐屯地）：第1整備大隊、第2整備大隊に再編。
- 2022年（令和4年）3月16日廃止
  - 第2後方支援連隊第2整備大隊第1普通科支援中隊「2後支-2整-1」（名寄駐屯地）第3普通科連隊を支援：第2後方支援連隊第2整備大隊即応機動直接支援中隊（第3即応機動連隊を支援）に改編。